# Aaron Hall
Aaron Hall (nascido em 10 de Agosto de 1964 em The Bronx, New York City, criado em Roosevelt, New York), é um cantor e compositor de R&B norte-americano. Ele é atualmente um membro do grupo Guy, que ele ajudou a criar no final dos anos 1980, junto com o produtor de new jack swing Teddy Riley e o compositor Timmy Gatling, que mais tarde foi substituído pelo irmão de Aaron Damion Hall.

## Singles
| Ano  | Título                                                        | Posições   | Posições       | Álbum                                 |
| Ano  | Título                                                        | US Hot 100 | US R&B/Hip-Hop | Álbum                                 |
| ---- | ------------------------------------------------------------- | ---------- | -------------- | ------------------------------------- |
| 1992 | "Don't Be Afraid"                                             | 44         | 1              | Juice soundtrack & The Truth          |
| 1992 | "It's Gonna Be Alright"                                       | -          | -              | Boomerang soundtrack                  |
| 1993 | "Get a Little Freaky with Me"                                 | -          | 48             | The Truth                             |
| 1993 | "Let's Make Love"                                             | -          | 36             | The Truth                             |
| 1994 | "I Miss You"                                                  | 14         | 2              | The Truth                             |
| 1994 | "When You Need Me"                                            | -          | 30             | The Truth                             |
| 1995 | "Curiosity"                                                   | -          | 36             | Dangerous Minds soundtrack            |
| 1995 | "Scent of Attraction (duet w/Patra)"                          | -          | 82             | Scent Of Attraction                   |
| 1996 | "Toss It Up (Makaveli w/ Aaron Hall, Danny Boy, K-Ci & JoJo)" | -          | 82             | The Don Killuminati: The 7 Day Theory |
| 1998 | "All The Places (I Will Kiss You)"                            | 26         | 8              | Inside of You                         |
| 2000 | "Why You Tryin' to Play Me"                                   | -          | -              |                                       |